# 1987년 로스앤젤레스 영화 비평가 협회상
제13회 로스앤젤레스 영화 비평가 협회상은 1987년 12월 19일에 발표되어 1988년 1월 21일에 열린 시상식이다.

## 수상 및 후보

### 작품상
- 희망과 영광

### 감독상
- 희망과 영광 - 존 부어만 수상

### 남우주연상
- 록산느 - 스티브 마틴 수상
- 엉겅퀴 꽃 - 잭 니콜슨 수상
- 이스트윅의 마녀들 - 잭 니콜슨 수상

### 여우주연상
- 브로드캐스트 뉴스 - 홀리 헌터 수상
- 안나 - 샐리 커크랜드 수상

### 남우조연상
- 스트리트 스마트 - 모건 프리먼 수상

### 여우조연상
- 문스트럭 - 올림피아 듀카키스 수상

### 각본상
- 희망과 영광 - 존 부어만 수상

### 촬영상
- 마지막 황제 - 비토리오 스토라로 수상

### 음악상
- 마지막 황제 - 데이빗 번 수상
- 마지막 황제 - 사카모토 류이치 수상
- 마지막 황제 - Cong Su 수상

### 외국어영화상
- 굿바이 칠드런 - 루이 말 수상

### 독립영화상
- 밀라 노체 - 구스 반 산트 수상

### 특별공헌상
- Pierre Sauvage 수상